# Miss Goiás 2007
Miss Goiás 2007 foi a 52ª edição do tradicional concurso de beleza feminino de Miss Goiás, válido para a edição de Miss Brasil 2007, único caminho para a disputa de Miss Universo. Esta edição foi realizada no dia 13 de Setembro de 2006 na casa de shows "Master Hall", localizada em Goiânia e contou com a participação de quinze (15) municípios com suas respectivas candidatas. A coordenação estadual relatou que houve trinta e cinco (35) candidatas na seletiva que definiu as quinze para a final. Jane Borges, aclamada a representante estadual no ano passado, passou a coroa para a representante da capital, Liandra Schmidt. 

## Resultados

### Colocações
| Posição   | Município e Candidata              |
| Vencedora | - Goiânia - Liandra Schmidt        |
| 2º. Lugar | - Cidade de Goiás - Flávia Brito   |
| 3º. Lugar | - Santa Bárbara - Rafaela Mendonça |
| 4º. Lugar | - Jataí - Mônata Érica             |
| 5º. Lugar | - Trindade - Camila Ferreira       |

## Candidatas
Disputaram o título este ano:
| - Anicuns - Fernanda Caldas - Aparecida de Goiânia - Robiana Barros - Aruanã - Letícia Lenza - Cidade de Goiás - Flávia Brito - Cristalina - Verônica Regina Cuadros | - Goiânia - Liandra Schmidt - Ipameri - Camilla Mariana - Jataí - Mônata Érica - Joviânia - Edvone Medeiros - Mineiros - Lorrana Rodrigues | - Quirinópolis - Lorena Machado - Santa Bárbara - Rafaela Mendonça - Santa Helena - Gabrielle Nascimento - Senador Canedo - Priscila Araújo - Trindade - Camila Ferreira |

## Crossovers
Candidatas em outros concursos:

### Estadual
Miss Distrito Federal
- 2007: Cristalina - Verônica Cuadros
  - (Representando a região de Núcleo Bandeirante)

### Nacional
Miss Terra Brasil
- 2007: Cristalina - Verônica Cuadros
  - (Representando o Estado do Tocantins)